# Clube DataRo de Ciclismo-Bottecchia
Clube DataRo de Ciclismo-Bottecchia (código UCI: DAT), é uma equipa ciclista brasileiro de categoria Continental.
Criado no ano de 2000 e patrocinado pela Data Ro computadores, como equipa amador conseguiu várias vitórias em concorrências brasileiras pontuáveis para o calendário internacional como a Volta do Paraná (2007), a Volta do Estado de São Paulo (2008-2010) e o Giro do Interior (2010).
Na temporada de 2011 obteve licença Continental pela primeira vez obtendo o 2º lugar na classificação por equipas do UCI America Tour de 2010-2011. A equipa é dirigida pelo ex ciclista Hernándes Quadri Junior.

## Classificações UCI
Na sua primeira participação no UCI America Tour como equipa profissional, teve uma destacada actuação culminando em 2º lugar, depois de ter estado dominando a classificação desde abril até setembro de 2011.
| Temporada | Classificação por equipas | Melhor corredor | Posição |
| 2010-2011 | 2º                        | Gregory Panizo  | 2º      |
| 2011-2012 | 34º                       | Rodrigo Araújo  | 230º    |
| 2012-2013 | 11º                       | Kléber Ramos    | 79º     |

## Palmarés
Para anos anteriores, veja-se Palmarés do Clube DataRo de Ciclismo-Bottecchia

### Palmarés 2015

#### Circuitos Continentais da UCI
| Datas       | Circuito                 | Carreiras                                            | Ganhador          |
| 27 de março | UCI America Tour de 2015 | 1ª etapa da Volta a Uruguai                          | William Chiarello |
| 30 de maio  | UCI America Tour de 2015 | 4ª etapa da Volta Ciclistica Internacional de Paraná | Ramiro Cabrera    |
| 31 de maio  | UCI America Tour de 2015 | 5ª etapa da Volta Ciclistica Internacional de Paraná | Ramiro Cabrera    |

## Elencos
Para anos anteriores, veja-se Elencos do Clube DataRo de Ciclismo-Bottecchia

### Elenco de 2014
| Nome                    | Nascimento | Nacionalidade | Equipa de 2013                          |
| Brayan Baena            | 18/12/1991 | Brasil        | Neoprofissional                         |
| Ramiro Cabrera          | 08/02/1988 | Uruguai       | Funvic Brasilinvest-São José dos Campos |
| Cristian Egidio Da Rosa | 04/09/1987 | Brasil        | Clube DataRo de Ciclismo                |
| Caio Godoy              | 24/04/1995 | Brasil        | Neoprofissional                         |
| Lucas Mendes            | 15/10/1988 | Brasil        | Neoprofissional                         |
| Gregolry Panizo         | 12/05/1985 | Brasil        | Funvic Brasilinvest-São José dos Campos |
| Nilceu Santos           | 14/07/1977 | Brasil        | Funvic (2010)                           |
| Renato Dos Santos       | 31/01/1983 | Brasil        | Clube DataRo de Ciclismo                |
| Maique Silva            | 04/09/1993 | Brasil        | Neoprofissional                         |
| Thiago Silva Rodrigues  | 30/01/1989 | Brasil        | Clube DataRo de Ciclismo                |
| Alcides Vieira          | 22/12/1981 | Brasil        | Clube DataRo de Ciclismo                |
| Júlio César Grein       | 29/10/1978 | Brasil        | Clube DataRo de Ciclismo                |
| Cleberson Weber         | 18/08/1984 | Brasil        | Clube DataRo de Ciclismo                |